# 12931 Mario
12931 Mario (1999 TX10) là một tiểu hành tinh vành đai chính được phát hiện ngày 7 tháng 10 năm 1999 bởi S. Sposetti ở Gnosca.